# Okrajno sodišče v Velenju
Okrajno sodišče v Velenju je okrajno sodišče Republike Slovenije s sedežem v Velenju, ki spada pod Okrožno sodišče v Celju Višjega sodišča v Celju. Trenutna predsednica (2020) je Vlasta Lajlar.